# Суарес Амадор, Нарсисо
Нарси́со Суа́рес Амадо́р (исп. Narciso Suárez Amador; 18 июля 1960, Вальядолид) — испанский гребец-каноист, выступал за сборную Испании на всём протяжении 1980-х и в начале 1990-х годов. Участник четырёх летних Олимпийских игр, бронзовый призёр Олимпийских игр в Лос-Анджелесе, победитель регат национального и международного значения. Также известен как спортивный чиновник, президент Федерации гребли на байдарках и каноэ Кастилии и Леона.

## Биография
Нарсисо Суарес Амадор родился 18 июля 1960 года в городе Вальядолиде. Уже в возрасте пятнадцати лет попал в юниорскую сборную по гребле на байдарках и каноэ, а в двадцать лет побывал на летних Олимпийских играх 1980 года в Москве. С партнёром Сантосом Магасом участвовал здесь в программе двухместных каноэ на дистанциях 500 и 1000 метров: в первом случае пробился в финал и в решающем заезде финишировал седьмым, во втором случае остановился на полуфинальной стадии.
Первого серьёзного успеха на взрослом международном уровне добился в 1984 году, когда вновь попал в основной состав испанской национальной сборной и благодаря череде удачных выступлений удостоился права защищать честь страны на Олимпийских играх в Лос-Анджелесе. Вместе со своим напарником Энрике Мигесом Гомесом завоевал бронзовую медаль в зачёте двухместных каноэ на дистанции 500 метров, уступив в финале только экипажам из Югославии и Румынии. При всём при том, страны социалистического лагеря по политическим причинам бойкотировали эти соревнования, и многих сильнейших гребцов из ГДР, Восточной Европы и СССР здесь попросту не было.
Будучи одним из лидеров гребной команды Испании, Суарес благополучно прошёл квалификацию на Олимпийские игры 1988 года в Сеуле, совместно с Мигесом Гомесом вновь выступал в двойках на пятистах метрах, но на сей раз остановился на стадии полуфиналов. Кроме того, в одиночках на пятистах метрах показал в финале седьмой результат.
После трёх Олимпиад Суарес Амадор остался в основном составе испанской национальной сборной и продолжил принимать участие в крупнейших международных регатах. Так, в 1992 году он представлял страну на домашних Олимпийских играх в Барселоне, с тем же Мигесом Гомесом участвовал в той же парной полукилометровой дисциплине и вновь дошёл только до полуфинала. А позже принял решение завершить карьеру профессионального спортсмена.
Завершив спортивную карьеру, перешёл на административную работу, в настоящее время занимает должность президента Федерации гребли на байдарках и каноэ Кастилии и Леона.